# Orodes da Armênia
Orodes da Armênia foi filho de Artabano II da Pártia e foi governante da Arménia em 35 e mais tarde entre 37 e 42 sob protectorado parta. Foi antecedido no governo por Ársaces I da Armênia e foi sucedido por Mitrídates da Arménia por duas vezes, uma sob o domínio romano e outra sob o protectorado parta.

## Nome
Orodes (Ὀρώδης, Orōdēs) é a forma grega do iraniano médio Verode / Urude (em parta: 𐭅𐭓𐭅𐭃, Wērōd/Urūd). Sua etimologia é disputada, mas foi proposto que tenha se originado no iraniano antigo *Hurauda, "de forma acentuada". Foi registrado em persa médio como Viroi (Wīrōy), em parta como Virode (Wīrōδ), em persa novo como Viru (ویرو) e em armênio como Vorote (Վորոթ, Vorot’).